# Backwards
Backwards è un singolo del rapper canadese bbno$ e del produttore discografico statunitense Lentra, pubblicato il 18 settembre 2020 come quinto estratto dal quinto album in studio Good Luck Have Fun.

## Video musicale
Il video musicale è stato pubblicato sul canale YouTube di bbno$ in concomitanza con l'uscita del brano.

## Tracce
Testi e musiche di Alexander Leon Gumuchian e Garrett Hartnell.
1. Backwards – 3:28